# Pócsa
Pócsa (németül: Bootsch) község Baranya vármegyében, a Bólyi járásban.

## Fekvése
Villánytól mintegy 5 kilométerre északra, Borjádtól 3 kilométerre délre fekszik. Keleti irányból is e két településhez tartozó területek határolják, így csak két további települési szomszédja van: délnyugat felől Kisjakabfalva, nyugat felől pedig Kisbudmér.

### Megközelítése
Csak közúton érhető el, Bóly vagy Siklós-Villány felől, mindkét irányból az 5701-es úton.

## Története
A Karasica-patak völgyében fekvő pici, egyutcás település már a honfoglalás előtt is lakott hely volt.
A falu a török hódoltság alatt elnéptelenedett, de hamarosan újratelepült. Érdekes, hogy a török után a szerb temetőben helyezték el halottjaikat a katolikusok is. A rácok (szerbek) már a 17. században letelepültek. Itt élt szláv dinasztiák voltak a Radojsics, Melanovics, Borovácz és Vukovics családok.
A Rákóczi-szabadságharc alatt újból néptelenné vált.
A 18. század végén az elnéptelenedett faluba németek költöztek. Az első német telepesek 1780 körül jöttek be Ulmból. Telepescsaládok a következők: Rozinger, Schindler, Schmidt, Wágner. A szláv vezetés továbbra is erős maradt. Jellemző, hogy a pár évtizede összegyűjtött földrajzi névanyagban sok a délszláv határjelölés.
1723-24-ben szerbek érkeztek a faluba, akik azonban az első és második világháború között áttelepültek Jugoszlávia területére.
Elkészült a község címere, benne az egyik motívum az 1803-as pecsétet jelzi. Kisbudmér közelében, a rác temetőnél és a léckerítéses határkeresztnél szántás után őskori, római és középkori cseréptöredékek jönnek elő. A Wágner-portán a volt szerb templom néhány faragott kövét őrzik.
2001-ben lakosságának 13,4%-a német nemzetiségűnek vallotta magát.

## Közélete

### Polgármesterei
- 1990–1994: Pilgermayer Ede (független)[4]
- 1994–1998: Nickl Antal (független)[5]
- 1998–2000: Nickl Antal (független)[6]
- 2001–2002: Nyisztor Sándor (független)[7][8]
- 2002–2006: Nyisztor Sándor (független német kisebbségi)[9]
- 2006–2010: Nyisztor Sándor (független német kisebbségi)[10]
- 2010–2014: Nyisztor Sándor (független)[11]
- 2014–2019: Nyisztor Sándor (független)[12]
- 2019–2024: Nyisztor Sándor (független)[13]
- 2024– : Nyisztor Sándor (független)[1]

A településen 2001. április 8-án időközi polgármester-választást tartottak, az előző polgármester lemondása miatt.

## Népesség
A település népességének változása:
| Lakosok száma | 166  | 169  | 171  | 149  | 134  | 154  | 145  | 150  |
|               | 2013 | 2014 | 2015 | 2019 | 2021 | 2022 | 2023 | 2024 |

A 2011-es népszámlálás során a lakosok 95,1%-a magyarnak, 1,6% cigánynak, 1,1% horvátnak, 30,3% németnek, 1,1% románnak, 0,5% szerbnek mondta magát (3,8% nem nyilatkozott; a kettős identitások miatt a végösszeg nagyobb lehet 100%-nál). A vallási megoszlás a következő volt: római katolikus 71,4%, református 4,9%, evangélikus 0,5%, felekezeten kívüli 5,4% (17,8% nem nyilatkozott).
2022-ben a lakosság 90,9%-a vallotta magát magyarnak, 33,1% németnek, 1,3% horvátnak, 0,6% bolgárnak, 0,6% egyéb, nem hazai nemzetiségűnek (9,1% nem nyilatkozott; a kettős identitások miatt a végösszeg nagyobb lehet 100%-nál). Vallásuk szerint 50,6% volt római katolikus, 6,5% református, 0,6% evangélikus, 1,3% egyéb katolikus, 13% felekezeten kívüli (27,9% nem válaszolt).

## Nevezetességei
- Római katolikus temploma 1905-ben épült. Különlegessége a katolikus templomoknál szokatlan, kazettás mennyezete.
- Német nemzetiségi tájház.